# 前奏曲
前奏曲（法語：Prélude）是一种短乐曲。前奏曲最初只是演奏家在演奏组曲之前即兴演奏的一小段器乐引子，后逐渐演变成一种艺术形式。前奏曲也在歌剧中被用以代替序曲，曲式自由，一般取材于剧中的音乐，在正场前使用。17世纪时出版商在出版乐谱以前会印发前奏曲作为广告。
序曲與前奏曲最大的差別是前奏曲可放在各幕之前，但序曲只能放在第一幕之前。這是因為序曲是代表整部戲劇、歌劇或芭蕾的劇情，而前奏曲一般只代表各幕的劇情。此外，序曲一般會先完整演奏結束之後才正式進入第一幕；而前奏曲則是在樂曲快結束時，布幕便開始緩緩升起，把觀眾情緒導入該幕的劇情內。所以前奏曲也常常直接銜接該幕的第一首曲子，而並無明顯結束的樂句。
在巴洛克音乐时代，前奏曲也经常作为赋格曲的前奏。巴赫就曾为所有12个大调和12个小调创作过前奏曲和赋格曲的组合，總稱《平均律鍵盤曲集》。
到了浪漫主义时期，肖邦创作的《24首钢琴前奏曲》就有了自己独立的性质，具有浪漫与幻想的风格。李斯特·費倫茨写过一部《前奏曲》，但并不是真正的前奏曲，而是一首独立的交响诗。该作品取材于一首诗，原意为人的一生就是走向死亡的前奏；但李斯特的作品并不悲观，充满对人生的赞美和肯定。德彪西也创作过独立的前奏曲。蕭斯塔科维奇也创作过钢琴作品《24首前奏曲》（也是和赋格曲的组合）。